# Gunnar Åkerlund
Ernst Gunnar (Gunnar) Åkerlund (Nyköping 20 november 1923 - Nyköping, 4 oktober 2006) was een Zweeds kanovaarder. 
Åkerlund won samen met Hans Wetterström tijdens de Olympische Zomerspelen 1948 de gouden medaille in de K-2 10.000 meter. Tijdens dat zelfde jaar werd Åkerlund wereldkampioen op de niet olympische K-4 1000 meter.
Tijdens de wereldkampioenschappen 1950 in het Deense Kopenhagen won Åkerlund de gouden medaille in de K-2 10.000 meter en de zilveren medaille op de K-4 1000 meter.
Tijdens de Olympische Zomerspelen 1952 in het Finse Helsinki kwamen Åkerlund en Wetterström vier tiende van een seconde te kort de Finnen van de gouden medaille af te houden en moesten zij genoegen nemen met de zilveren medaille.

## Belangrijkste resultaten

### Olympische Zomerspelen
| Editie | Plaats   | Resultaten  |
| ------ | -------- | ----------- |
| 1948   | Londen   | K-2 10.000m |
| 1952   | Helsinki | K-2 10.000m |

### Wereldkampioenschappen vlakwater
| Jaar | Plaats     | Resultaten              |
| ---- | ---------- | ----------------------- |
| 1948 | Londen     | K-4 1000m               |
| 1950 | Kopenhagen | K-2 10.000m · K-4 1000m |

1936: Ludwig Landen & Paul Wevers ·
1948: Gunnar Åkerlund & Hans Wetterström ·
1952: Yrjö Hietanen & Kurt Wires ·
1956: László Fábián & János Urányi